# Artabazos I Frygijczyk
Artabazos I Frygijczyk (pers. ‏آرتابازوس‎) (ur. 525 p.n.e., zm. ok. 449 p.n.e.) – dowódca w armii króla perskiego Kserksesa I. Piastował urząd satrapy Frygii i Hellespontu. Brał udział w II wojnie przeciwko Grecji.

## Życiorys
Artabazos był synem Farnacesa z panującej w Persji dynastii Achemenidów i – jako młodszy brat Hystaspesa – stryjem „Króla Królów” Dariusza I i stryjecznym dziadkiem jego syna Kserksesa.
W 480 p.n.e., podczas wyprawy Kserksesa przeciwko greckim poleis, objął dowodzenie w randze generała nad wojskami Partów i Chorezmejczyków w sile około 60 tysięcy ludzi. Jego zadaniem w trakcie wojny było utrzymanie spokoju na tyłach perskiej armii, na odcinku od Tesalii do Hellespontu.
Po klęsce morskiej pod Salaminą Artabazos na przełomie 480/479 p.n.e. towarzyszył ze swoimi siłami Kserksesowi w powrocie do Azji Mniejszej. Następnie, w drodze do pozostawionych w Attyce sił Mardoniusza, zdecydował się na spacyfikowanie zbuntowanych miast Olintu i Potidai. W trakcie ryzykownego manewru podczas oblężenia Potidai doprowadził do wyniszczenia niemal całe podległej mu armii. Uznawszy, że Persowie nie zdołają wygrać wojny próbował bezskutecznie namówić Mardoniusza na próbę dyplomatycznego podporządkowania Greków. Następnie, po klęsce i śmierci swojego zwierzchnika pod Platejami, zebrawszy ok. 40 tysięcy ludzi, udał się do zagrożonej przez Greków Jonii. W nagrodę za uratowanie tej krainy przed stałym zajęciem przez Hellenów, Kserkses mianował Artabazosa w 477 p.n.e. satrapą Frygii i Hellespontu. Urząd ten odtąd był dziedziczny w jego rodzie aż do podboju Persji przez Aleksandra Wielkiego.
W 478 p.n.e. pośredniczył w nieudanych rokowaniach pomiędzy greckim wodzem Pauzaniaszem a Kserksesem. Około 460 p.n.e. Artabazos pojawił się w źródłach jako dowódca armii tłumiącej bunt Egipcjan i Cypryjczyków. Prawdopodobnie też on, krótko przed śmiercią, rozpoczął negocjacje pokojowe pomiędzy Atenami i nowym władcą Persji, Artakserksesem I w 450 p.n.e.
Artabazos doczekał się co najmniej dwóch synów: Tritantajchmesa, który był obecny na wyprawie przeciwko Grekom oraz Farnabazosa, swojego następcy na satrapii.